# Мінськ-Сортувальний
М́інськ-Сортув́альний (біл. Мінск-Сартырава́льны) — вузлова сортувальна залізнична станція Мінського відділення Білоруської залізниці на магістральній лінії Мінськ (Інститут культури) — Барановичі-Поліські між зупинними пунктами Столичний та Курасовщина. Розташована у Жовтневому районі міста Мінськ між вулицями Брест-Литовською та Вірською (за 2 км від станції Мінськ-Пасажирський).
До складу станції Мінськ-Сортувальний входять пасажирські залізничні зупинні пункти Інститут культури та Столичний.
На станції розташований Центр управління перевезень Білоруської залізниці.

## Історія
Станція відкрита 1871 року. У тому ж році було засноване локомотивне депо «Мінськ-Сортувальний».
1975 року електрифікована змінним струмом (~25 кВ) в складі дільниці Мінськ — Стовбці.
1984 року споруджена під'їзна колія до електродепо Мінського метрополітену.
2011 року на станції відкритий пам'ятний знак з нагоди 140-річчя заснування локомотивного депо «Мінськ-Сортувальний».

## Пасажирське сполучення
Пасажирське сполучення на станції Мінськ-Сортувальний не здійснюється. Найближчі пасажирські зупинні пункти, де зупиняються електропоїзди регіональних ліній — пл. Інститут культури) та Столичний. 

## Галерея

Станція Мінськ-Сортувальний
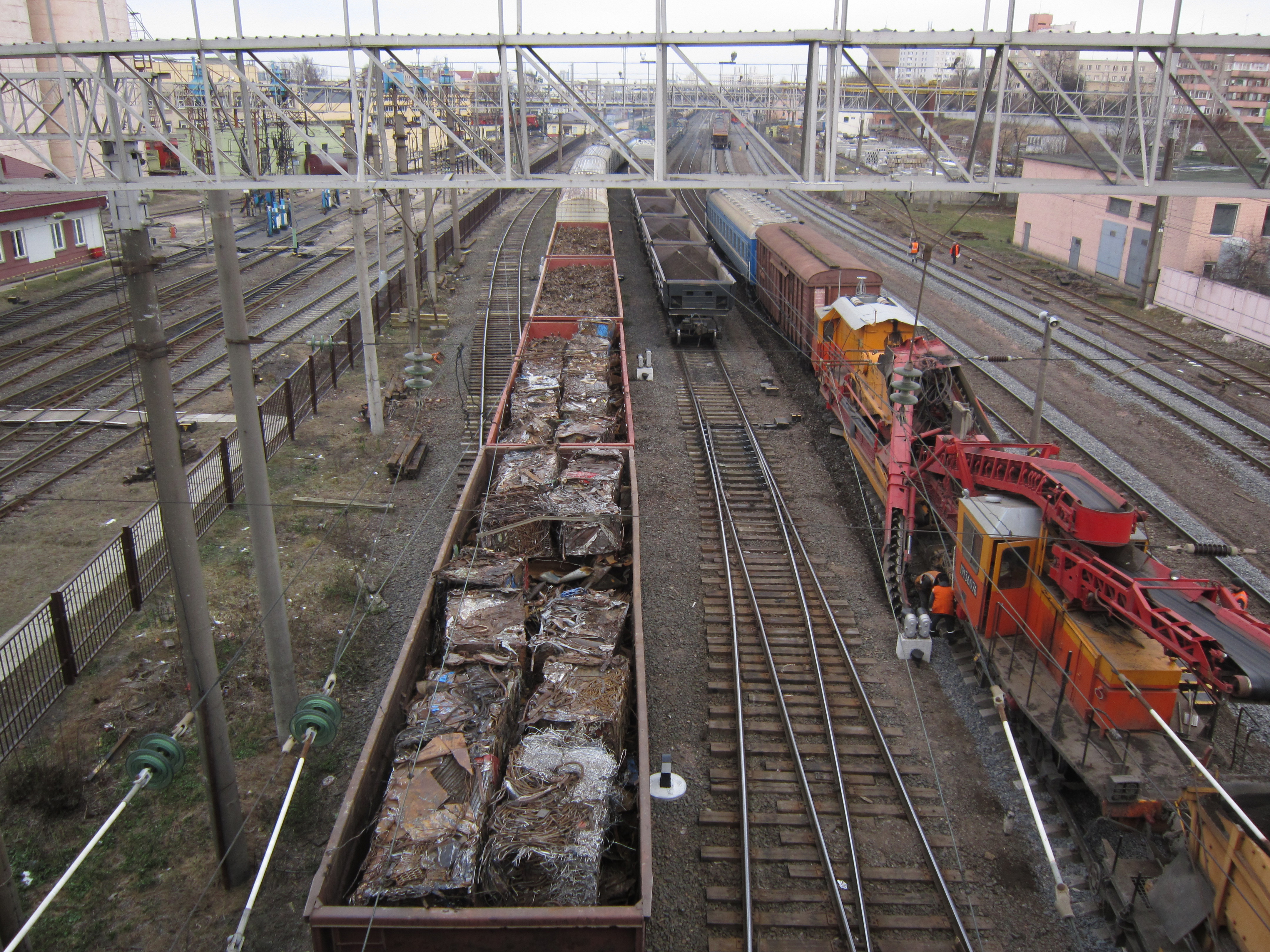
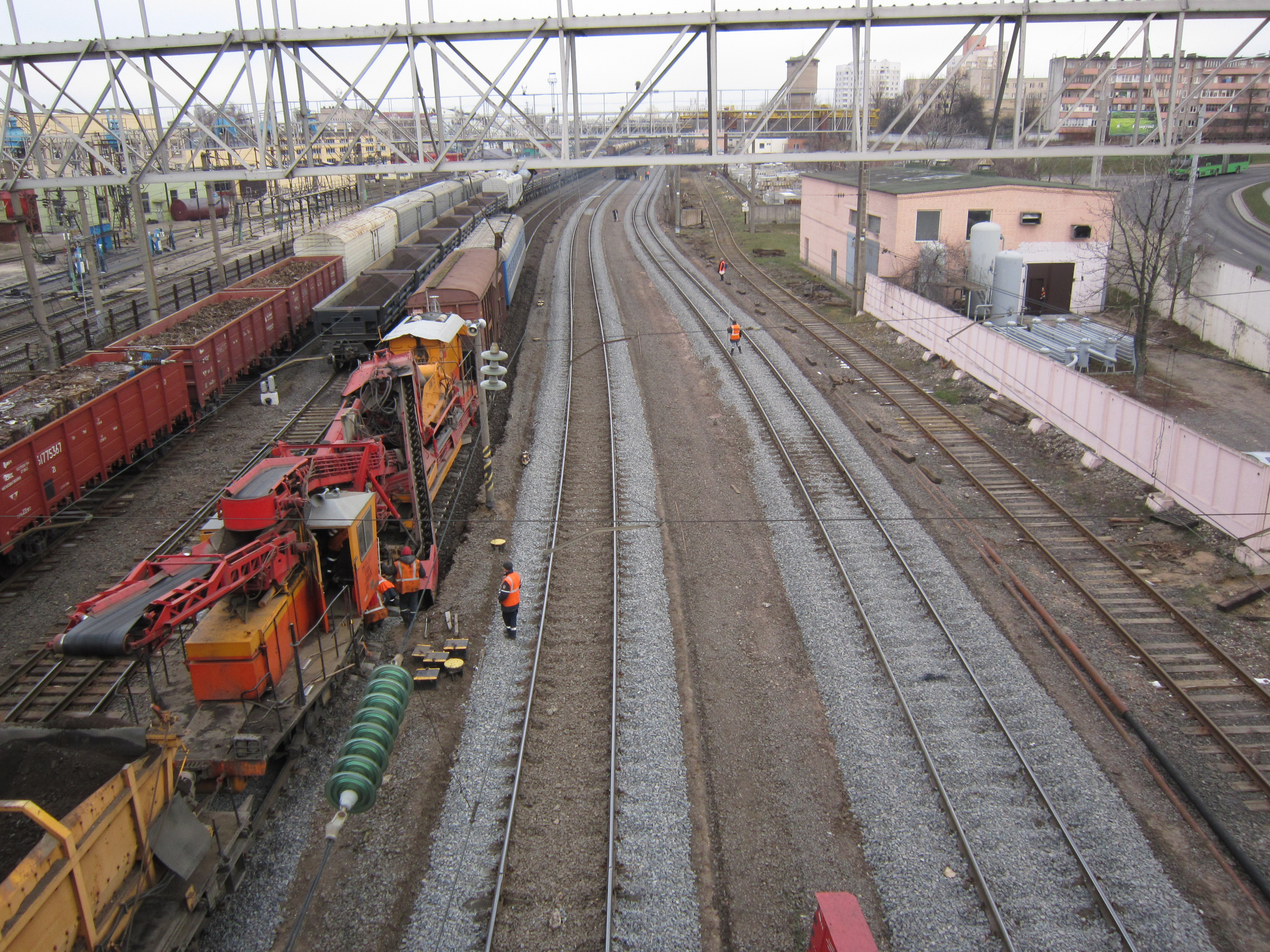
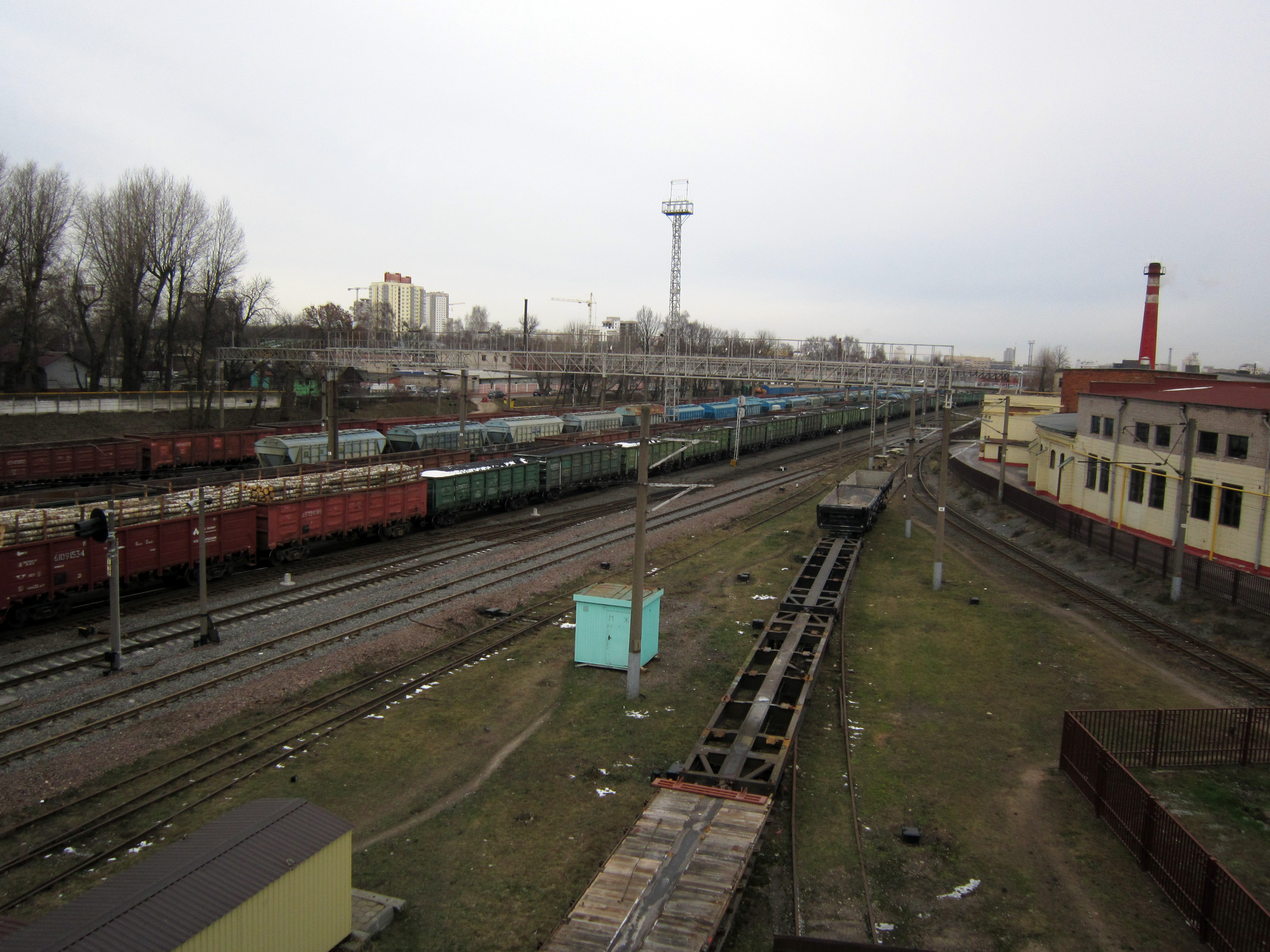
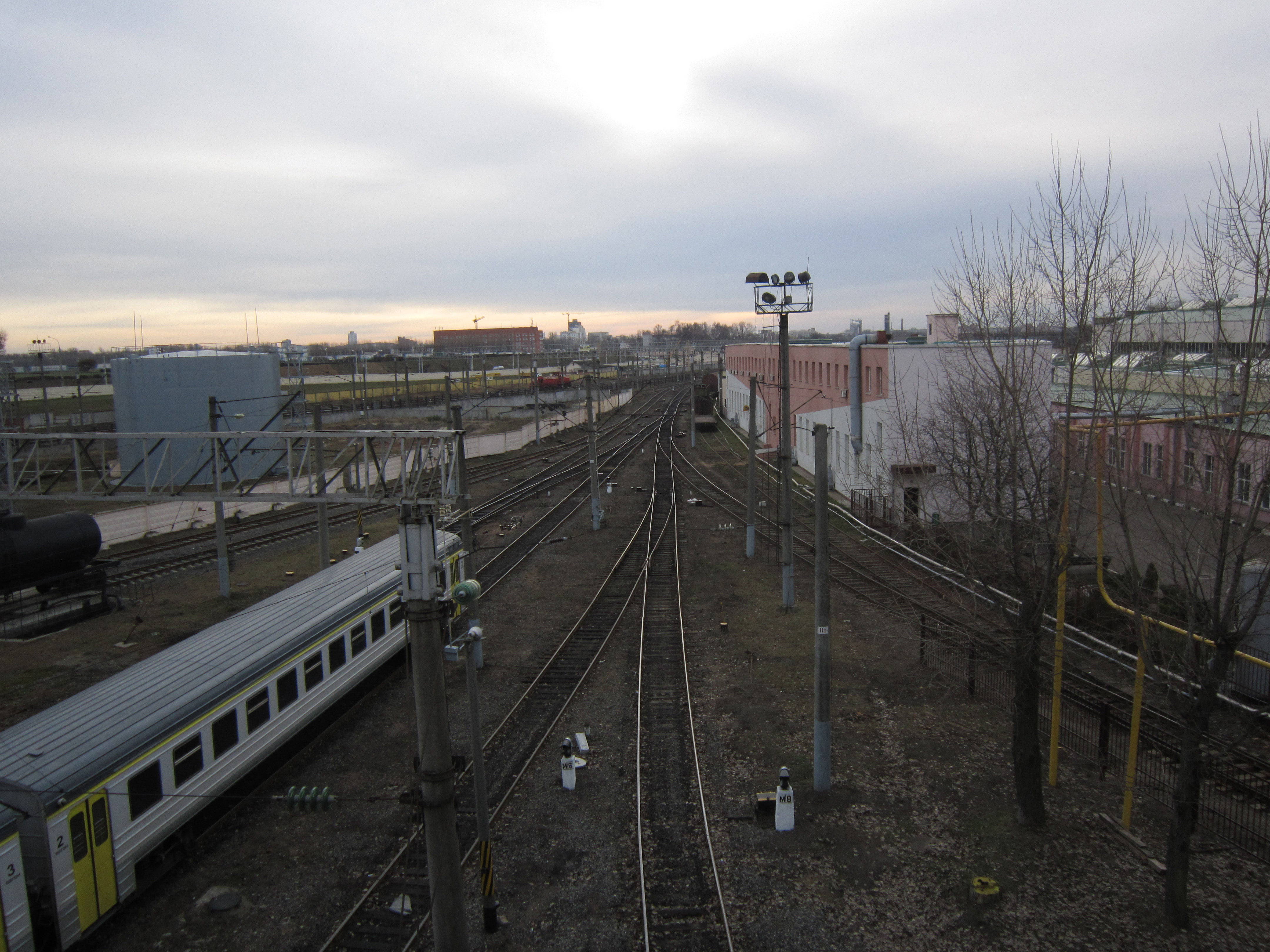
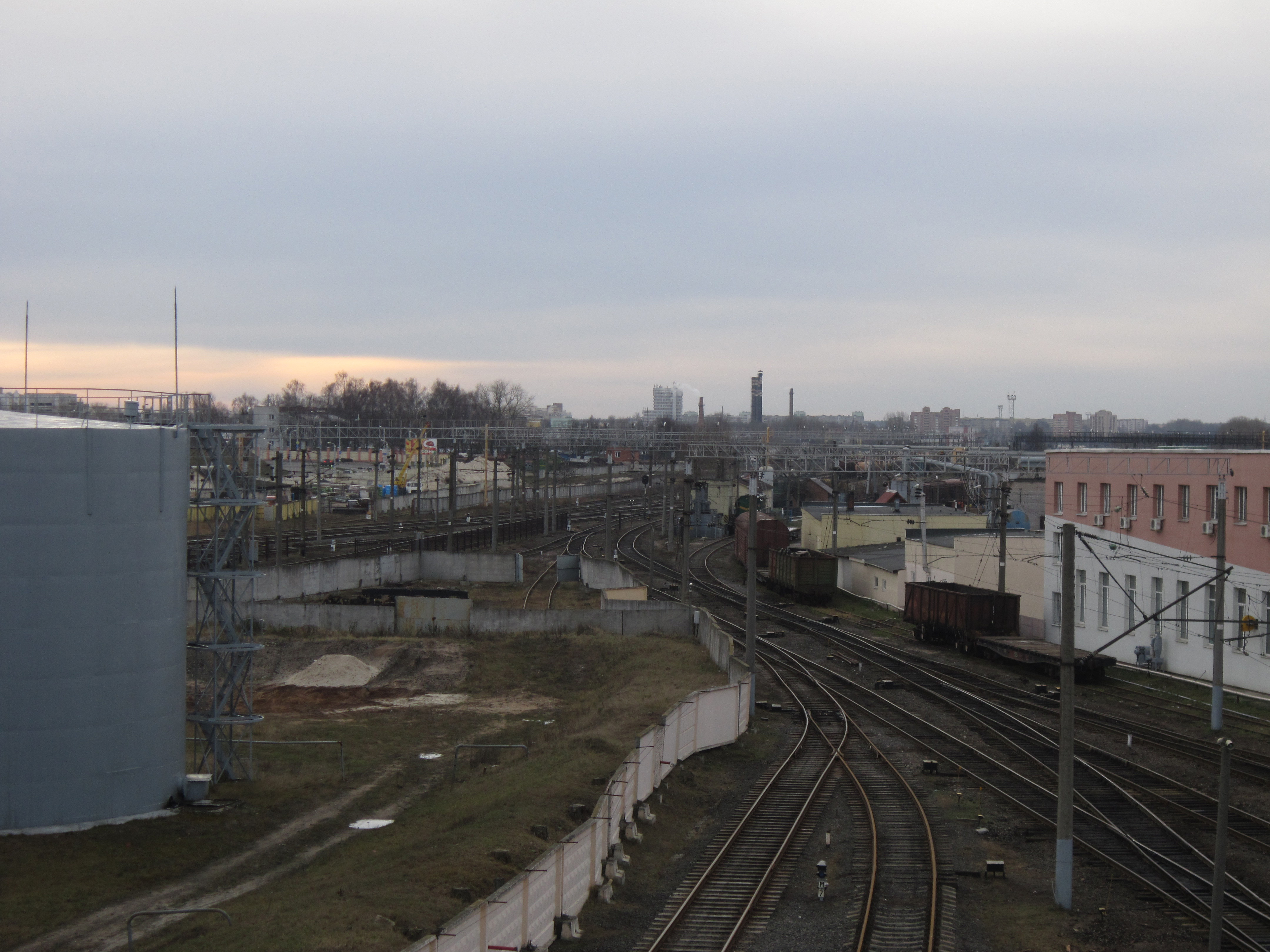
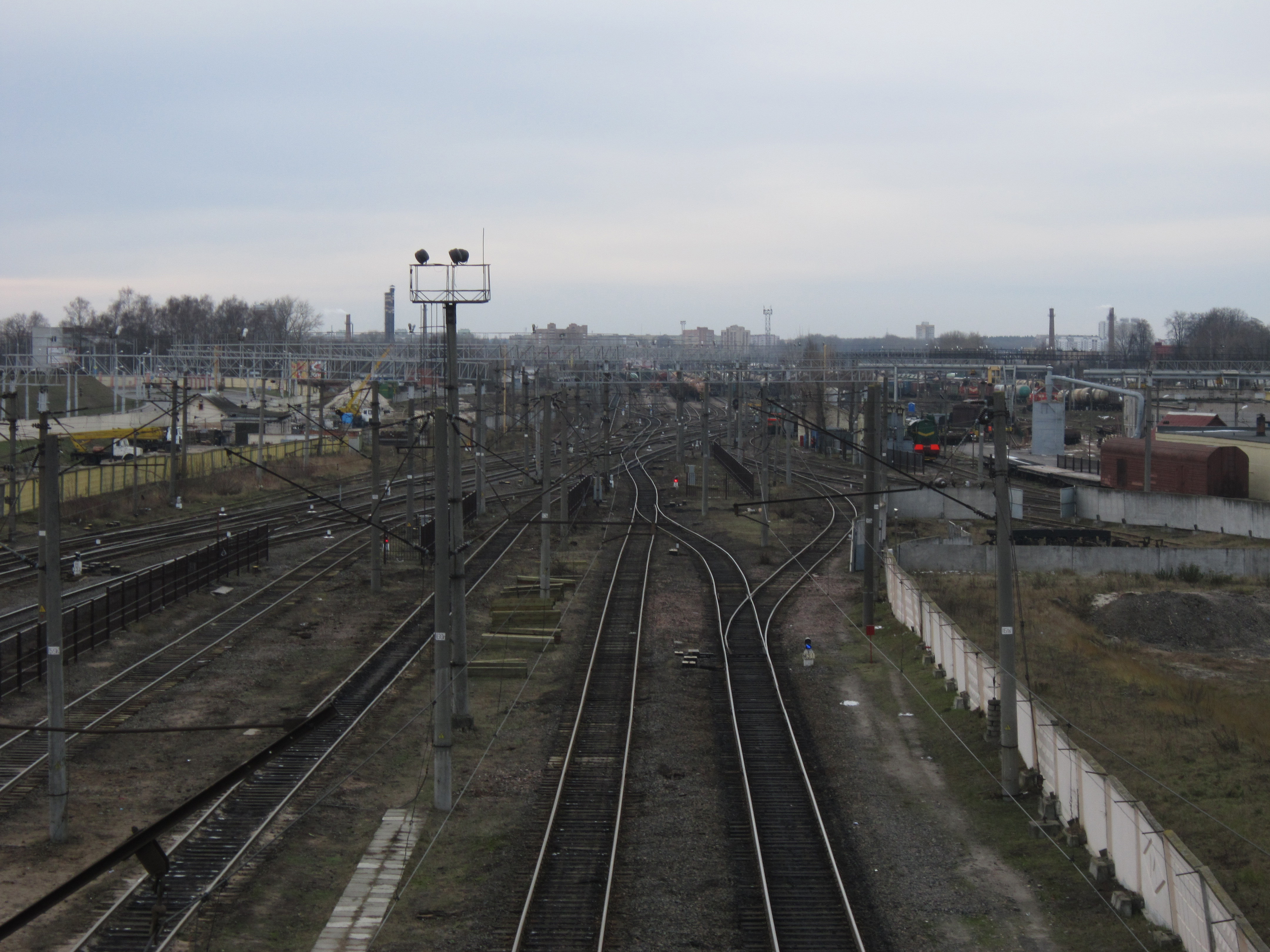
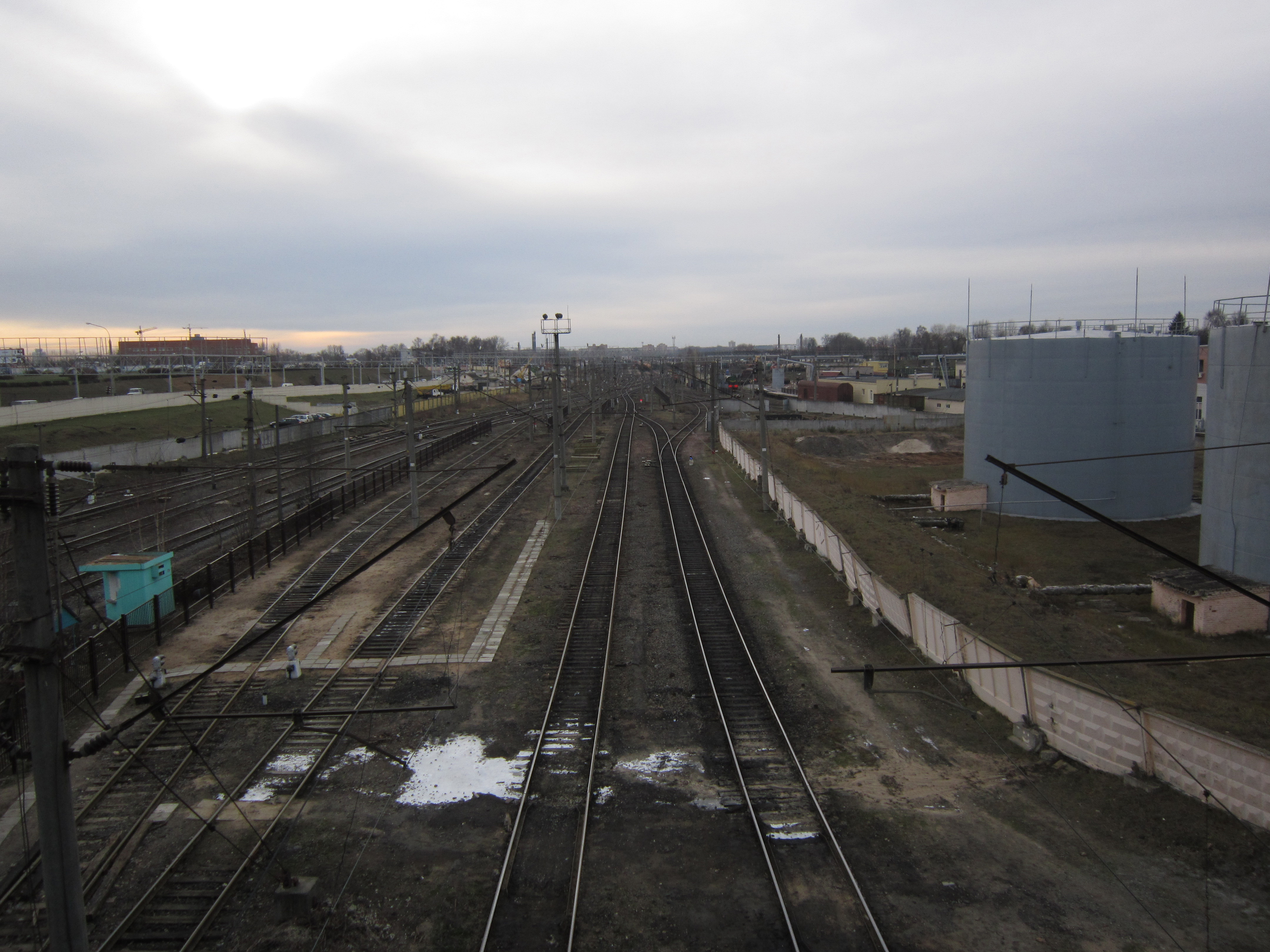
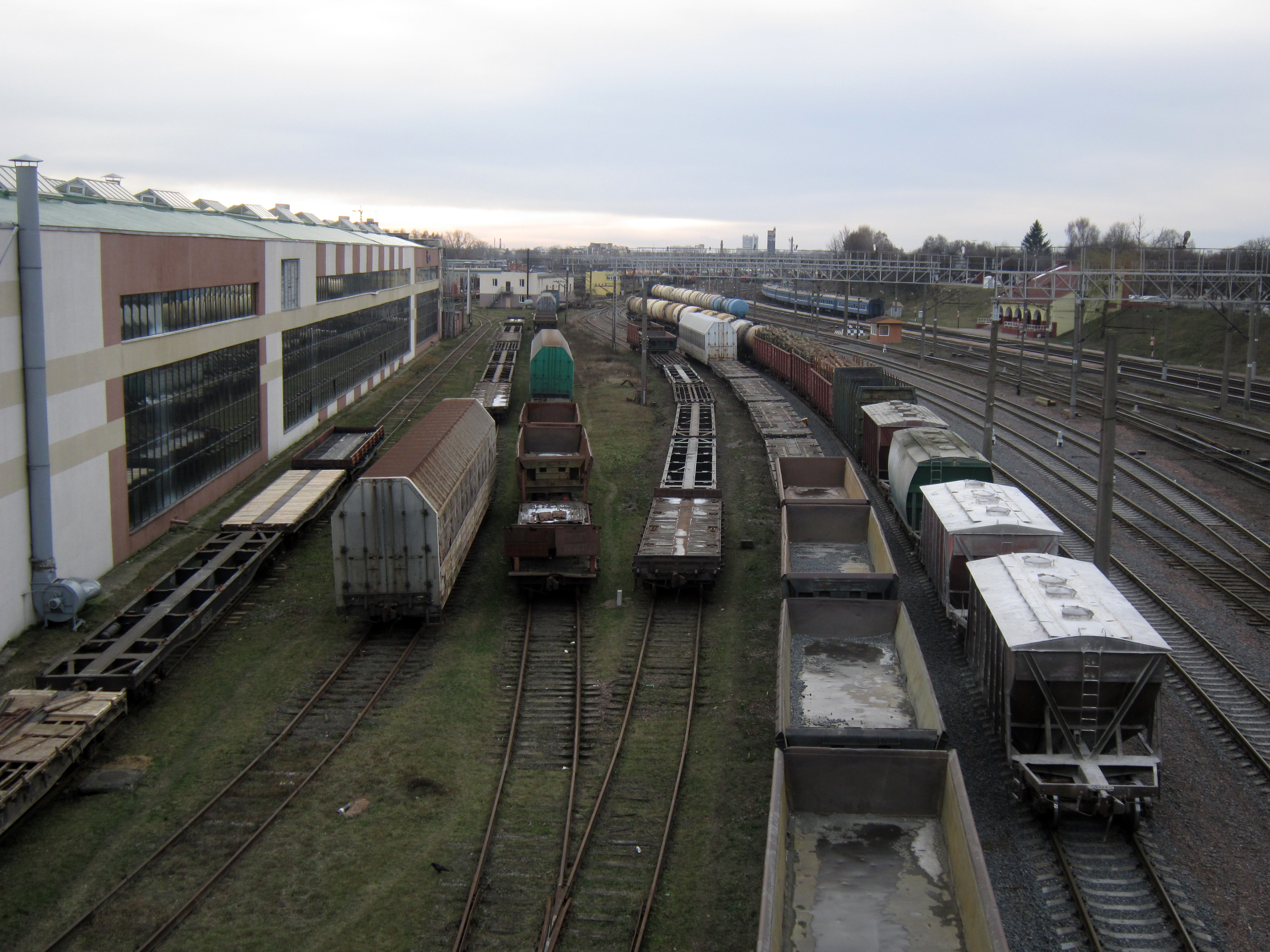